# Marysvale
Marysvale – miasto w Stanach Zjednoczonych, w stanie Utah, w hrabstwie Piute.